# روب هارت
روب هارت (بالإنجليزية: Rob Hart)‏ هو لاعب كرة قدم أمريكية أمريكي، ولد في 6 نوفمبر 1976.